# Disa conferta
Disa conferta är en orkidéart som beskrevs av Harry Bolus. Disa conferta ingår i släktet Disa och familjen orkidéer. Inga underarter finns listade i Catalogue of Life.